# Calciumnitrid
Calciumnitrid ist eine anorganische chemische Verbindung des Calciums aus der Gruppe der Nitride.

## Gewinnung und Darstellung
Calciumnitrid kann durch Reaktion von Calcium (unter anderem auch bei dessen Verbrennung an Luft) mit Stickstoff gewonnen werden.
{\displaystyle \mathrm {3\ Ca+N_{2}\longrightarrow Ca_{3}N_{2}} }
Ebenso kann es durch Zersetzung von Calciumamid gewonnen werden.

## Eigenschaften
Calciumnitrid liegt je nach Darstellungstemperatur schwarz bis goldgelb oder in Mischfarben vor. α-Calciumnitrid (C-Sesquioxid-Typ bzw. Anti-Bixbyit-Struktur, Raumgruppe Ia3 (Raumgruppen-Nr. 206) mit dem Gitterparameter a = 10,40 Å) geht bei 700 °C in β-Calciumnitrid über. 
Mit Wasser erfolgt Zersetzung zu Calciumhydroxid und Ammoniak.
{\displaystyle \mathrm {Ca_{3}N_{2}+6\ H_{2}O\longrightarrow 3\ Ca(OH)_{2}+2\ NH_{3}} }